# エルミテ諸島
エルミテ諸島（エルミテしょとう、スペイン語: Islas Hermite）またはハーミット諸島（英語: Hermite Islands）は、南アメリカ最南部、ティエラ・デル・フエゴにあるチリ領の諸島。南アメリカの主要な陸地の中では最南端であるホーン岬が位置するオルノス島を含む。

## 地理
すぐ北のウォラストン諸島との間はフランクリン海峡によって隔てられ、ともにカボ・デ・オルノス国立公園を形成する。
なお南アメリカの最南端は、南のドレーク海峡にあるディエゴ・ラミレス諸島であり、ホーン岬の南西約100kmに位置する。

エルミテ諸島とウォラストン諸島の地図。最も南に位置するのがホーン岬のあるオルノス島。北はナッサウ湾、南はドレーク海峡である。左端にオステ島の一部が見える。

## 歴史
オランダの提督 Jacques l'Hermite にちなんで名づけられた。
1832年から1833年にかけて、チャールズ・ダーウィンがこの地を訪問した。
1978年、アルゼンチンはこの諸島周辺の島々を占領するソベラニア作戦を開始したが、作戦は中止された。